# Ludwigshöhe (Rückersdorf)
Ludwigshöhe ist ein Gemeindeteil der Gemeinde Rückersdorf im Landkreis Nürnberger Land (Mittelfranken, Bayern). Ludwigshöhe liegt in der Gemarkung Rückersdorf.

## Geographie
Die Ludwigshöhe, die bis ins 19. Jahrhundert als Schmalzberg bezeichnet wurde, erhebt sich 406 m ü. NHN zwischen dem Ortskern von Rückersdorf und der Stadt Lauf an der Pegnitz. Nördlich grenzt der Rückersdorfer Forst mit dem auch heute noch Schmalzberg bezeichneten Höhenrücken, dessen nördlichen Abhang der Brunnwieselgraben entwässert. Im Osten grenzt der Rückersdorfer Gemeindeteil Strengenberg und im Süden der Hauptort Rückersdorf an.
Südlich des Ortsgebiets liegt der Haltepunkt Ludwigshöhe der Bahnstrecke Nürnberg–Cheb, der mindestens stündlich von Regionalbahnzügen Richtung Nürnberg und Neuhaus an der Pegnitz sowie Simmelsdorf bedient wird.

## Geschichte
Bereits 1504 als ein guter Rastplatz beschrieben, entwickelte sich die Ludwigshöhe ab Mitte des 19. Jahrhunderts zu einem beliebten Ausflugsziel. 1864 wurde der Schmalzberg zu Ehren König Ludwigs II. in Ludwigshöhe umbenannt. Ursprünglich nur als Name für das bereits damals bestehende Gelände der Gastwirtschaft gebraucht, setzte sich der Name Ludwigshöhe bald als Bezeichnung für den gesamten Schmalzberg durch.
1896 wurde der zunehmenden Bedeutung der Ludwigshöhe als Ausflugsziel der Nürnberger Bevölkerung dadurch Rechnung getragen, als in diesem Jahr im Zuge des Eisenbahnbaus ein Haltepunkt Ludwigshöhe errichtet wurde.
Heute ist die Ludwigshöhe ein begehrtes Wohngebiet. Hatte die Besiedlung bis 1928, als gerade mal 12 Häuser auf der Ludwigshöhe standen, eher geringe Bedeutung, setzte nach dem Zweiten Weltkrieg ab 1955 eine rege Bautätigkeit ein. In den 50er Jahren zählte die Ludwigshöhe bereits 44 Häuser.
Die Bayernbodensiedlung, die ab 1970 mit 23 Reihen- und 23 Doppelhäusern sowie 15 Einzelhäusern errichtet wurde, trug dazu bei, dass sich der Südhang der Ludwigshöhe zu einer attraktiven Wohnlage in Rückersdorf entwickelte.

## Landschaftsschutzgebiet Rückersdorf
Mit Ausnahme der bebauten Fläche rund um das Gasthaus liegt das gesamte bewaldete Gebiet im nördlichen Teil des Landschaftsschutzgebiets Rückersdorf (LSG-00583.01).